# Un petit pas vers le bonheur
Pour plus de détails, voir Fiche technique et Distribution.
Un petit pas vers le bonheur (Ordinary Miracles) est un téléfilm américain réalisé par Michael Switzer, diffusé le 7 mai 2005 sur Hallmark Channel.

## Fiche technique
- Titre original : Ordinary Miracles
- Réalisation : Michael Switzer (en)
- Scénario : Bud Schaetzle
- Photographie : Amit Bhattacharya
- Musique : James Michael Dooley
- Pays : États-Unis
- Durée : 99 minutes
- Format : 1,33:1, couleur
- Son : stéréo
- Dates de premières diffusions :
  -  États-Unis : 7 mai 2005 sur Hallmark Channel
  -  France : 24 avril 2006 sur M6

## Distribution
- Jaclyn Smith (VF : Évelyn Séléna) : Juge Kay Woodbury
- Lyndsy Fonseca (VF : Noémie Orphelin) : Sally Anne Powell
- C. Thomas Howell (VF : Georges Caudron) : James « Jim » Powell
- Sarah Aldrich (en) (VF : Rafaèle Moutier) : Miranda Powell
- Corbin Bernsen (VF : Philippe Peythieu) : David Woodbury
- Erik Eidem (VF : Vincent Ropion) : Pete Smalling
- Ina Barron : Monica Tejada
- Allison Smith : la mère de Sally
- Nancy Linehan Charles : Claire
- Jocko Marcellino (en) : Billy O